# Francisco Javier Sánchez Jara
Francisco Javier Sánchez Jara (Almacellas, Lérida, España, 16 de septiembre de 1969), conocido como Sánchez Jara, es un exfutbolista y entrenador español que jugaba como defensa. Actualmente es asistente de la Selección de Panamá.

## Trayectoria
Se formó en las categorías inferiores del F. C. Barcelona y llegó al F. C. Barcelona "B" en la temporada 1989-90, cuando militaba en la Segunda División B. En la campaña 1991-92 debutó en Segunda División con el filial azulgrana y llegó a disputar treinta y dos encuentros en los que consiguió anotar dos goles. Tras un paso de dos temporadas por el C. A. Osasuna, en la temporada 1994-95 regresó al Barcelona para debutar en el primer equipo de la mano del técnico Johan Cruyff.
En la temporada 1995-96 recaló en el Real Betis Balompié y, para la 1996-97, llegó al Real Racing Club de Santander, donde permaneció tres temporadas, todas ellas en Primera División, con una trayectoria descendente en cuanto a partidos jugados y sin marcar ningún gol. En la campaña 1999-2000 decidió fichar por el Real Sporting de Gijón, que militaba entonces en la categoría de plata, donde disputó un total de cuarenta y tres encuentros, y consiguió un tanto, en dos campañas como rojiblanco.
En el verano de 2001, Sánchez Jara abandonó el fútbol a nivel profesional para militar durante dos temporadas en el C. F. Balaguer, en Tercera División. Desde entonces, compagina la dirección deportiva con partidos en el EFAC Almacelles, club su localidad natal que milita categorías regionales. Asimismo, participa en la Liga de Fútbol Indoor con los veteranos del Barcelona.

## Clubes

### Como jugador
| Club                          | País   | Año         |
| ----------------------------- | ------ | ----------- |
| F. C. Barcelona "C"           | España | 1988 - 1989 |
| F. C. Barcelona "B"           | España | 1989 - 1992 |
| C. A. Osasuna                 | España | 1992 - 1994 |
| F. C. Barcelona               | España | 1994 -1995  |
| Real Betis Balompié           | España | 1995 - 1996 |
| Real Racing Club de Santander | España | 1996 - 1999 |
| Real Sporting de Gijón        | España | 1999 - 2001 |
| C. F. Balaguer                | España | 2001 - 2003 |

### Como Asistente
| Club                | País   | Año             | Asistente de        |
| ------------------- | ------ | --------------- | ------------------- |
| Córdoba CF          | España | 2014            | Albert Ferrer       |
| RCD Mallorca        | España | 2015            | Albert Ferrer       |
| Selección de Panamá | Panamá | 2021 - Presente | Thomas Christiansen |